# Ratramnus van Corbie
Ratramnus van Corbie (gestorven rond 868) was een Frankisch theoloog met controversiële standpunten die in het midden van de negende eeuw leefde.
Ratramnus was een monnik in de benedictijner Abdij van Corbie bij Amiens en stond om zijn geleerdheid hoog aangeschreven; buiten dit feit is er zeer weinig bekend over zijn persoonlijk leven. Hij is vooral bekend door zijn verhandeling over de Eucharistie (De corpore et sanguine Domini liber), waarin hij, de door koning Karel de Kale opgeworpen vraag met betrekking tot de leer van de transsubstantiatie, beantwoordt en deze verwerpt. Deze doctrine van de transsubstantiatie werd onderwezen in een werk van zijn tijdgenoot en medemonnik uit hetzelfde klooster in Corbie, Paschasius Radbertus. Terwijl Ratramnus probeerde om wetenschap en religie met elkaar te verzoenen, benadrukte Radbertus het miraculeuze. De twee contrahenten waren het eens over het feit dat Christus in de eucharistie aanwezig was, Radbertus door wonderen en in de realiteit en Ratramnus door geloof en symboliek. Ratramnus' standpunten vonden echter geen acceptatie; als auteur werd Ratramnus alras vergeten, en, toen het boek in 1050 als ketterij werd veroordeeld op de synode van Vercelli, werd het daar toegeschreven aan Johannes Scotus, die het werk op verzoek van Karel de Grote zou hebben geschreven. Tijdens de Reformatie leefde de belangstelling voor het werk van Ratramnus sterk op; het werd in 1531 voor het eerst gedrukt door Johannes Prael in Keulen en onmiddellijk vertaald in diverse talen. Het werk van Ratramnus was vooral invloedrijk onder de hervormden, met name onder de calvinisten in Zwitserland, Nederland en Engeland.
In de controverse over de predestinatie, had Ratramnus, toen er daartoe een beroep op hem werd gedaan door Karel de Kale, twee boeken geschreven: De praedestinatione Dei, waarin hij zijn steun voor de doctrine van een tweevoudige predestinatie handhaafde. Het lot van Godschalk schrikte hem daarbij niet af bij zijn standpunt, dat tegenovergesteld was aan dat van Hincmar van Reims, met betrekking tot de orthodoxie van de uitdrukking Trina Deitas te uiten. Ratramnus was in zijn eigen tijd beroemd om zijn werk Contra Graecorum opposita, dat in vier boeken (868), een gewaardeerde bijdrage leverde aan de controverse tussen de Oosterse en Westerse Kerken, die in 867 waren opgeworpen door de publicatie van de encycliek brief van Photios I van Byzantium in 867. Een uitgave van De corpore et sanguine Domini werd in 1859 in Oxford gepubliceerd. Ratramnus is ook de auteur van een brief, de Epistola de Cynocephalis,  over de vraag of de Cynocefalen (mensen met een hondenhoofd) al of niet als mensen moesten worden beschouwd (Patrilogia Latina 121: 1153-56).